# Clément Grenier
Clément Grenier (født 7. januar 1991 i Annonay, Frankrig) er en fransk fodboldspiller, der spiller som offensiv midtbane hos Guingamp. Han har tidligere spillet en årrække hos Lyon, som han debuterede for 26. september 2009 i et ligaopgør mod Toulouse FC.

## Landshold
Grenier står (pr. marts 2018) noteret for fem kampe for Frankrigs landshold, som han debuterede for 5. juni 2013 i en venskabskamp mod Uruguay. 